# Сан-Хуан-Коцокон
Сан-Хуан-Коцокон (исп. San Juan Cotzocón) — город и муниципалитет в штате Оахака на юго-западе Мексики. Входит в состав округа Сьерра-Миксе в регионе Сьерра-Норте-де-Оахака.
Название «Коцокон» или «Косогон» означает «Тёмная гора».

## География
Площадь муниципалитета составляет 945,4 км². Территория пересечённая, выпас скота, выращивание кофе и кукурузы распространены только на нижних неровных равнинах. Через северную часть протекает река Чикито, приток Рио-Гранде. Климат тёплый и влажный, с дождями почти круглый год. В лесных массивах произрастают сосна, кедр и сейба.

## Население
По состоянию на 2005 год в муниципалитете насчитывалось 5030 домохозяйств с общей численностью населения 22 478 человек, из которых 10 712 говорили на языке коренного народа. Главный город — Мария-Ломбардо-де-Касо, расположенный на высоте 140 метров над уровнем моря. Хотя это и район проживания народа михе, многие жители — масатеки или чинантеки, переселившиеся сюда после возведения в 1960-х годах плотины Мигель-Алеман. В 1950-х годах этот отдалённый муниципалитет, доступный только по грунтовой дороге, привлекал туристов из США, которые исследовали использование галлюциногенных грибов псилоцибина в традиционных церемониях михе.

## Экономика
Основной вид экономической деятельности — выращивание кофе, а также животноводство. Некоторые женщины народа михе в деревне Сан-Хуан-Коцокон используют ткацкие станки с задними ремнями для плетения традиционной одежды — уипиль, а также ребосо, салфеток, скатертей и других текстильных изделий. Союз коренных общин региона Истмус, кооператив, основанный в 1982 году, содействует производству и распространению местных продуктов, в частности кофе, под знаком справедливой торговли.